# ليون باتلر
ليون باتلر (بالإنجليزية: Leon Edward Butler)‏ هو مجدف أمريكي، ولد في 2 ديسمبر 1892 في بيغ رابيدز في الولايات المتحدة، وتوفي في 18 يونيو 1973 في فيلادلفيا في الولايات المتحدة.

## وصلات خارجية
- ليون باتلر على موقع الاتحاد الدولي للتجديف (الإنجليزية)
- ليون باتلر على موقع اللجنة الأولمبية الدولية (الإنجليزية)
- ليون باتلر على موقع أوليمبيديا (الإنجليزية)